# Şehzade Ömer Hilmi
Şehzade Ömer Hilmi (en arabe : شہزادہ عمر حلمى), né le 2 mars 1886 à Constantinople et mort le 6 avril 1935 à Alexandrie, est le troisième fils de Mehmed V, sultan ottoman et de son épouse Mihrengiz Kadın.

## Biographie
Şehzade Ömer Hilmi est né dans l’appartement du prince héritier, palais de Dolmabahçe, Istanbul, le 2 mars 1886. Son père était sultan Mehmed V et sa mère était Mihrengiz Kadın., Il est le petit-fils du sultan Abdülmecid Ier et Gülcemal Kadın.
Entre 1911 et 1912, Ömer Hilmi fréquente l’Imperial War College avec son frère aîné Şehzade Mehmed Ziyaeddin. En 1916, pendant la Première Guerre mondiale, il est colonel honoraire de l’infanterie dans l’armée ottomane.
Le 2 septembre 1909, Ömer Hilmi se rend à Bursa avec son père et ses frères, Şehzade Ziyaeddin et Şehzade Necmeddin. Entre le 5 et le 26 juin 1911, il se rend avec eux à Roumélie.,
Le 15 octobre 1917, il rencontre l’empereur allemand Guillaume II, lors de sa visite à Istanbul. Le 9 mai 1918, il rencontre également l’empereur Charles Ier d’Autric18, avec son épouse l’impératrice Zita de Bourbon-Parme.
Ömer Hilmi est connu pour soutenir ouvertement les nationalistes, se situant contre la politique de son père.

### Vie privée
La première femme d’Ömer Hilmi est Nesimter Hanım. Le couple divorce en janvier 1915. Sa seconde femme est Gülnev Hanım. Elle est née le 21 février 1890. Ils se marient en octobre 1910. Elle donne naissance à deux enfants, Mukbile Sultan, né en 1911, et Şehzade Mahmud Namık, né en 1913. Elle meurt le 31 décembre 1919, à l’âge de vingt-neuf ans. Sa troisième femme est Bahtıter Hanım.
En 1910, Ömer Hilmi entre en possession de la villa construite par l’Égyptien Khedive Isma’il Pacha dans les collines au-dessus d’Üsküdar, Istanbul, sur le côté asiatique du Bosphore.
Ömer Hilmi a été décrit comme un homme séduisant et vigoureux et celui qui a évité la conversation.

### Exil et décès
Lors de l’exil de la famille impériale en mars 1924, Ömer Hilmi, sa mère et ses deux enfants s’installèrent d’abord à Beyrouth au Liban, puis à Nice en France et finalement à Alexandrie en Égypte.  Le 6 avril 1935, à l’âge de quarante-neuf ans, il meurt à Alexandrie  où il est enterré, puis ses restes sont ensuite enterrés dans le mausolée de Khedive Tewfik Pacha au Caire. Sa mère lui a survécu trois ans, mourant en 1938.

### Honneurs et distinctions
- Ordres et décorations ottomans
  - Collier du Hanedan-ı-Ali-Osman
  -  Médaille Imtiyaz
  -  1re classe de l'Ordre du Médjidié
  -  1re classe de l'Ordre de l'Osmaniye